# Odostomia youngi
Odostomia youngi är en snäckart som beskrevs av Dall och Bartsch 1910. Odostomia youngi ingår i släktet Odostomia och familjen Pyramidellidae. Inga underarter finns listade i Catalogue of Life.